# Gnidia anomala
Gnidia anomala är en tibastväxtart som beskrevs av Carl Daniel Friedrich Meisner. Gnidia anomala ingår i släktet Gnidia och familjen tibastväxter. Inga underarter finns listade i Catalogue of Life.